# Kati Liibak
Kati Liibak (* 24. Mai 1983) ist eine estnische Fußballnationalspielerin.
Liibak, die 2009 noch in vier Spielen bei der Universiade eingesetzt wurde, debütierte 2010 in der Nationalmannschaft Estlands. Seitdem bestritt sie 5 Länderspiele. Auf Vereinsebene spielte sie aktuell für den estnischen Verein Pärnu JK.